# Musikjahr 1917
Liste der Musikjahre

◄◄ | ◄ | 1913 | 1914 | 1915 | 1916 | Musikjahr 1917 | 1918 | 1919 | 1920 | 1921 | ► | ►►

Weitere Ereignisse
Dieser Artikel behandelt das Musikjahr 1917.

## Ereignisse

### Ballett
- 12. Mai: Das Tanzspiel A fából faragott királyfi (Der holzgeschnitzte Prinz) des ungarischen Komponisten Béla Bartók auf ein Libretto von József Újfalussy nach Béla Balázs hat seine Uraufführung in Budapest. Das Werk trifft auf wenig Gegenliebe bei der konservativen Kritik, wird vom Publikum jedoch mit Begeisterung aufgenommen, was dazu führt, dass auch Bartóks mehrfach als unspielbar abgelehnte Oper Herzog Blaubarts Burg im folgenden Jahr zur Aufführung kommt.

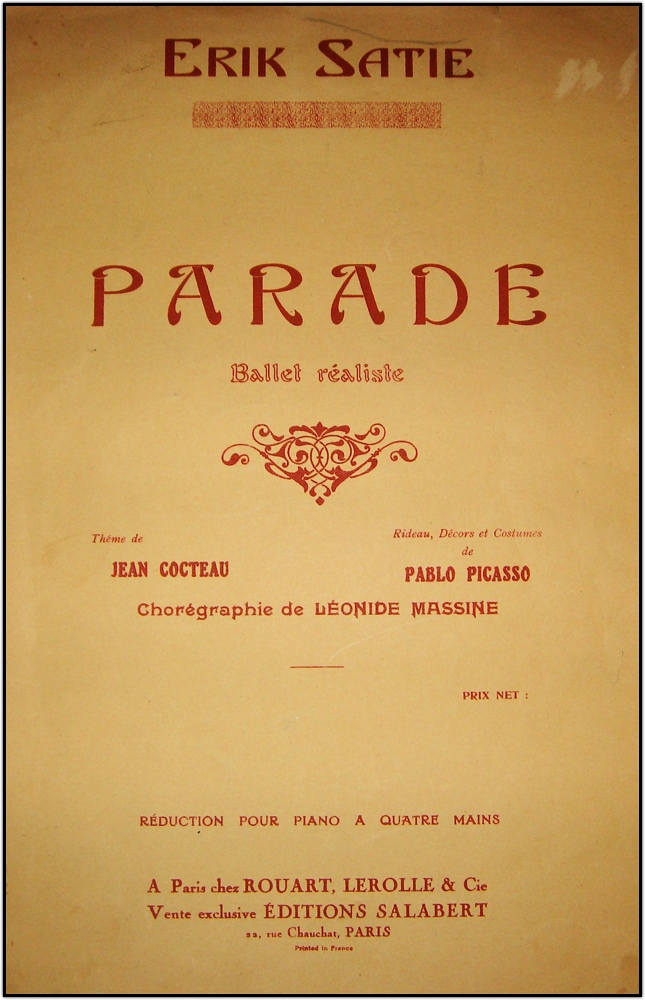
Titelblatt Parade, Paris 1917

- 18. Mai: Das Ballett Parade nach einem Szenario von Jean Cocteau mit der Musik von Erik Satie erlebt seine Uraufführung am Théâtre du Châtelet in Paris in der Choreografie von Léonide Massine, dirigiert von Ernest Ansermet und verursacht einen Skandal. Die Kostüme, den Vorhang und das Bühnenbild entwarf Pablo Picasso.

### Oper
- 30. Januar: Am Hoftheater in Stuttgart hat die einaktige Oper Eine florentinische Tragödie von Alexander von Zemlinsky ihre Uraufführung. Der Text beruht auf der Dichtung A Florentine Tragedy von Oscar Wilde in der deutschen Übersetzung von Max Meyerfeld.

Klavierauszug von Mlada: Titelseite (1891)

- 23. Februar: Die Uraufführung der Oper Mlada von César Cui findet am Michailovskij teatr in Sankt Petersburg statt, das 1872 geschriebene Werk erweckt allerdings kein Interesse.
- 30. April: Die Oper Lodoletta von Pietro Mascagni nach dem Stück Two Little Wooden Shoes von Ouida wird am Teatro Costanzi in Rom uraufgeführt.

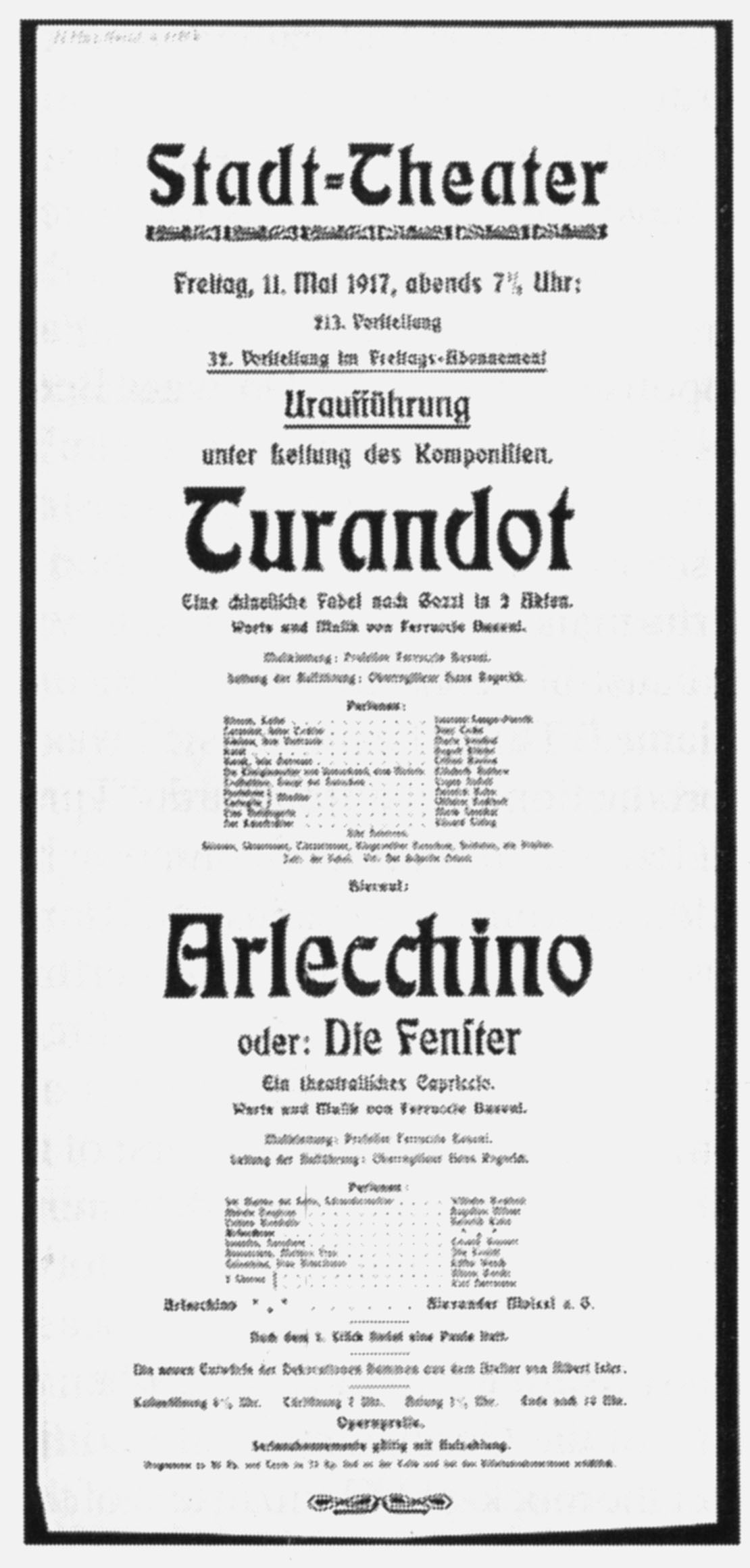
Premierenposter

- 11. Mai: Die Oper Turandot. Eine chinesische Fabel von Ferruccio Busoni nach Carlo Gozzi wird gemeinsam mit dem Capriccio Arlecchino oder Die Fenster am Stadttheater Zürich uraufgeführt.
- 12. Juni: Hans Pfitzners musikalische Legende Palestrina wird am Prinzregententheater in München unter dem Dirigat von Bruno Walter mit Karl Erb in der Titelrolle mit außerordentlichem Erfolg uraufgeführt.
- 11. Dezember: Hans Pfitzners Werk Das Christ-Elflein wird in seiner zur Spieloper umgearbeiteten zweiten Fassung an der Dresdner Hofoper unter der Leitung von Fritz Reiner und mit Grete Merrem-Nikisch in der Titelrolle uraufgeführt. Die Originaldichtung stammt von Ilse von Stach. Die zweite Fassung wird im Gegensatz zu Pfitzners erster Version ein Erfolg.

### Operette
- 21. Februar: Die Uraufführung der Operette Die tolle Komteß von Walter Kollo erfolgt am Berliner Theater in Berlin.
- 25. August: Die Uraufführung der Operette Schwarzwaldmädel von Leon Jessel erfolgt an der Alten Komischen Oper Berlin in Berlin. Das Libretto stammt von August Neidhart.
- 21. September: Die Operette Die Faschingsfee von Emmerich Kálmán wird am Johann Strauß-Theater in Wien uraufgeführt. Das Libretto stammt von Alfred Maria Willner und Rudolf Österreicher.
- 06. Oktober: Am Theater am Nollendorfplatz in Berlin wird die Operette Drei alte Schachteln von Walter Kollo mit dem Libretto von Herman Haller uraufgeführt. Die Liedtexte stammen von Rideamus alias Fritz Oliven.
- 28. Dezember: Die Operette Bruder Leichtsinn von Leo Ascher wird am Wiener Bürgertheater uraufgeführt. Im gleichen Jahr veröffentlicht Ascher auch die Operette Egon und seine Frauen.
- Der Aushilfsgatte, eine Operette von Edmund Eysler, wird uraufgeführt.

### Instrumentalmusik
- 11. März: Die Uraufführung der sinfonischen Dichtung Fontane di Roma von Ottorino Respighi findet in Rom statt.
- Claude Debussy verfasst die Sonate für Violine und Klavier g-moll.

### Jazz
- 26. Februar: Geschichte des Jazz: Die Original Dixieland Jass Band nimmt den Livery Stable Blues und den Dixie Jass Band One Step auf. Die Aufnahme mit dem Label Victor Talking Machine Company wird am 7. März veröffentlicht und wird zu einem Millionenerfolg.
- Im Juli werden zwei Titel veröffentlicht, die Borbee’s Tango Orchestra bei Columbia Records am 14. Februar eingespielt hat, allerdings wird die Band dabei als Jass Orchestra benannt, um am Erfolg der Original Dixieland Jass Band teilzuhaben. Am 17. August nimmt das Quintett zwei weitere Nummern auf, die im November veröffentlicht werden.

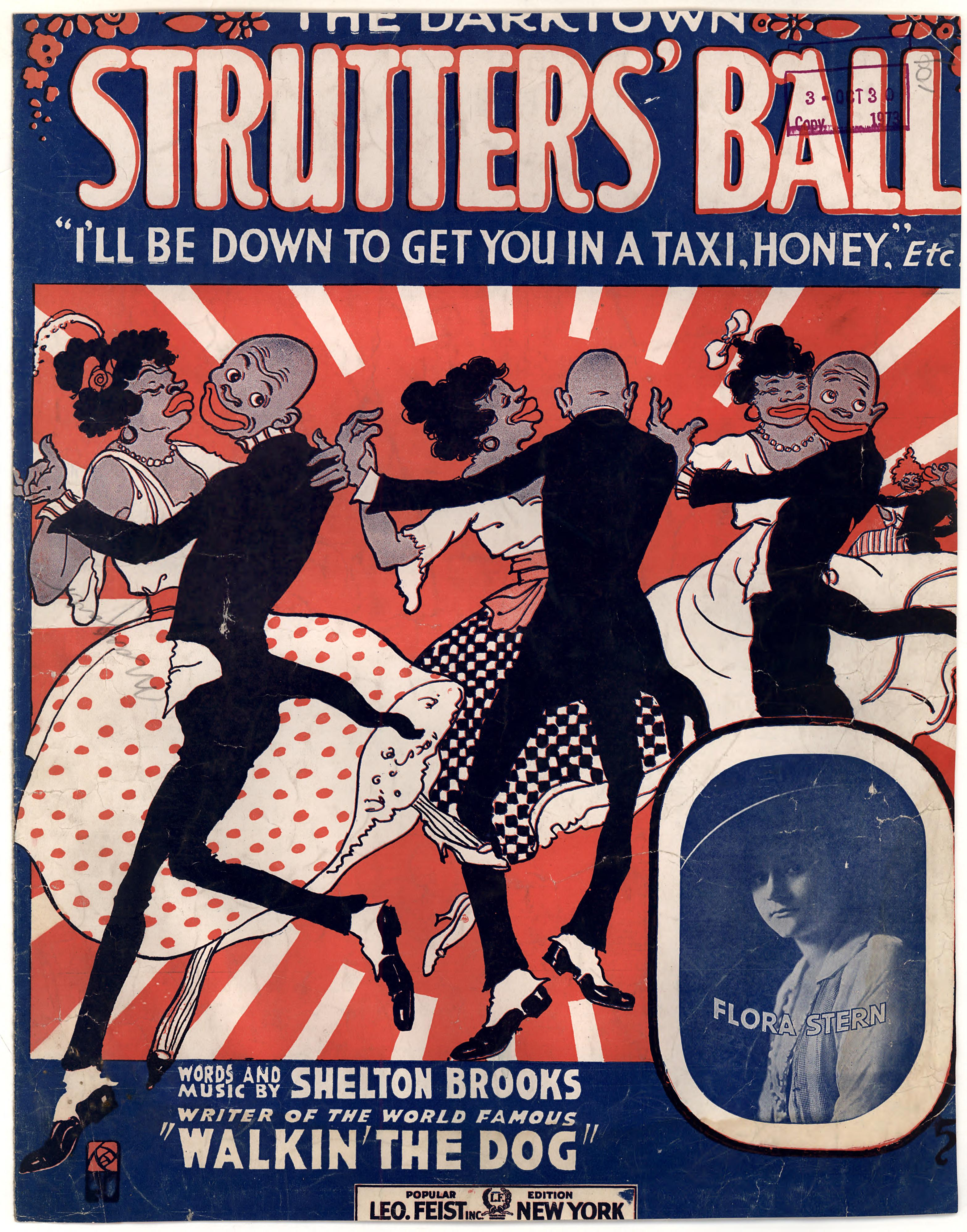
Cover des Notenblatts von Darktown Strutters’ Ball von Shelton Brooks.

- Shelton Brooks verfasst und veröffentlicht den Song The Darktown Strutters’ Ball.
- Das Jazzstück Tiger Rag wird veröffentlicht. Seine Urheberschaft ist umstritten.

## Geboren

### Januar bis März
- 02. Januar: Kim Won-gyun, nordkoreanischer Politiker und Komponist († 2002)
- 05. Januar: Silvia Eisenstein, argentinisch-venezolanische Pianistin, Komponistin, Dirigentin und Musikpädagogin († 1986)
- 05. Januar: Wieland Wagner, deutscher Opernregisseur und Bühnenbildner († 1966)
- 07. Januar: Ulysses Kay, US-amerikanischer Komponist († 1995)
- 11. Januar: Max Lang, Schweizer Musiker, Komponist und Dirigent († 1987)
- 16. Januar: Luigi Agustoni, Schweizer Theologe, Kirchenmusiker und Professor († 2004)
- 16. Januar: Sandy Block, US-amerikanischer Jazzmusiker (Bass) († 1985)
- 19. Januar: Rudolf Maros, ungarischer Komponist († 1982)
- 20. Januar: K-Ximbinho, brasilianischer Klarinettist, Komponist und Arrangeur († 1980)
- 23. Januar: Lotte Buschan, deutsche Opernsängerin († 1994)
- 31. Januar: Hans Posegga, deutscher Komponist, Pianist und Dirigent († 2002)
- 05. Februar: Otto Edelmann, österreichischer Sänger († 2003)
- 12. Februar: Faye Richmonde, US-amerikanischer Jazzsängerin († 1959)
- 22. Februar: Louis Auriacombe, französischer Dirigent († 1982)
- 23. Februar: Eta Tyrmand, sowjetische und belarussische Komponistin, Pianistin und Hochschullehrerin († 2008)
- 24. Februar: Hans Hartwig, deutscher Komponist († 2012)
- 28. Februar: Max Jones, britischer Jazzautor und Journalist († 1993)
- 28. Februar: Ernst-August Steinhoff, deutscher Opernsänger (Tenor) († 1998)
- 01. März: Ray Rasch, US-amerikanischer Pianist und Arrangeur († 1964)
- 01. März: Cliffie Stone, US-amerikanischer Country-Musiker, Moderator und Produzent († 1998)
- 02. März: Desi Arnaz, kolumbianischer Musiker und Schauspieler († 1986)
- 03. März: Françoise Landowski-Caillet, französische Pianistin und Malerin († 2007)
- 05. März: Wang Su-bok, koreanische Sängerin († 2003)
- 07. März: Robert Erickson, US-amerikanischer Komponist († 1997)
- 07. März: Werner Krumbein, deutscher Dirigent († 1996)
- 08. März: Petar Christoskow, bulgarischer Komponist, Geiger und Musikpädagoge († 2006)

Johann Manser; * 8. März

- 08. März: Johann Manser, Schweizer Musiker und Volksmusikforscher († 1985)
- 10. März: Alfred Signer, Schweizer Musiker, Komponist und Dirigent († 2001)
- 12. März: Hermann Sandbank, deutscher Opernsänger († 1998)
- 15. März: Elfie Mayerhofer, österreichische Filmschauspielerin und Sängerin († 1992)
- 17. März: Phyllis Joyce McClean Punnett, vincentische Lehrerin und Musikerin († 2004)
- 18. März: Riccardo Brengola, italienischer Violinist und Musikpädagoge († 2004)

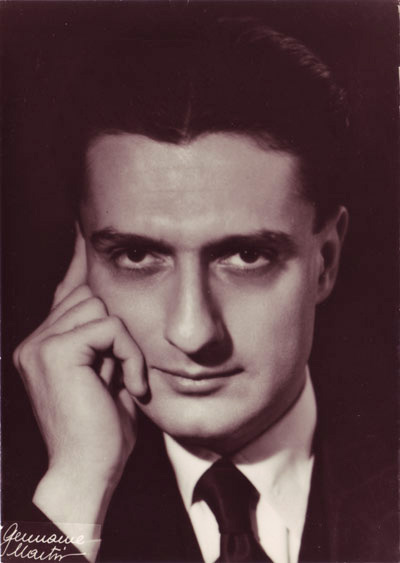
Dinu Lipatti; * 19. März

- 19. März: Dinu Lipatti, rumänischer Pianist und Komponist († 1950)
- 20. März: Vera Lynn, britische Sängerin († 2020)
- 21. März: Anton Coppola, US-amerikanischer Musiker und Komponist († 2020)
- 26. März: Rufus Thomas, US-amerikanischer Blues-Musiker († 2001)
- 26. März: Billy Wallace, US-amerikanischer Country-, Rockabilly-Musiker und Songschreiber († 1978)
- 28. März: Paul Doktor, österreichisch-amerikanischer Violinist und Dirigent († 1989)
- 30. März: Els Aarne, estnische Komponistin († 1995)
- 31. März: Dorothy DeLay, US-amerikanische Violinpädagogin († 2002)

### April bis Juni
- 03. April: Tibor Andrašovan, slowakischer Komponist und Dirigent († 2001)
- 03. April: Fredy Reyna, venezolanischer Cuatrospieler und Musikpädagoge († 2001)
- 03. April: Stanley Solomon, kanadischer Bratschist und Musikmanager († 2015)
- 16. April: Bobby Robinson, US-amerikanischer Musikproduzent und Labelbetreiber († 2011)

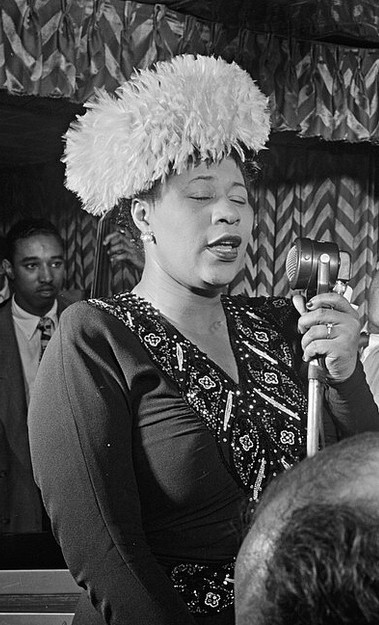
Ella Fitzgerald; * 25. April

- 25. April: Ella Fitzgerald, US-amerikanische Jazz-Sängerin († 1996)
- 25. April: Paco Pérez, guatemaltekischer Sänger, Gitarrist und Komponist († 1951)
- 27. April: Denzil Best, US-amerikanischer Jazzmusiker († 1965)
- 28. April: Alfred Mann, deutsch-amerikanischer Musikwissenschaftler, Cembalist und Hochschullehrer († 2006)
- 30. April: Bea Wain, US-amerikanische Sängerin und Hörfunk-Moderatorin († 2017)
- 01. Mai: Aimé Barelli, französischer Jazztrompeter und Bandleader († 1995)
- 07. Mai: Domenico Bartolucci, italienischer Kardinal und Chorleiter der Sixtinischen Kapelle († 2013)
- 11. Mai: Eva Garza, mexikanische Sängerin († 1966)
- 14. Mai: Heinz Alisch, deutscher Komponist († 1993)
- 14. Mai: Lou Harrison, US-amerikanischer Komponist († 2003)
- 14. Mai: Norman Luboff, US-amerikanischer Komponist und Chorleiter († 1987)
- 19. Mai: Heinz Antholz, deutscher Historiker, Musikpädagoge und Hochschullehrer († 2011)
- 22. Mai: Charlie Munro, neuseeländischer Jazzmusiker († 1985)
- 23. Mai: Sidney Foster, US-amerikanischer Pianist und Musikpädagoge († 1977)
- 28. Mai: Papa John Creach, US-amerikanischer Geiger († 1994)
- 29. Mai: Miguel Ablóniz, italienischer Gitarrist, Pädagoge und Komponist († 2001)
- 31. Mai: Ortrud Mann, schwedische Dirigentin († 2006)
- 04. Juni: Robert Merrill, US-amerikanischer Opernsänger (Bariton) († 2004)
- 07. Juni: Dean Martin, US-amerikanischer Sänger, Schauspieler und Entertainer († 1995)
- 15. Juni: Leon Payne, US-amerikanischer Country-Musiker († 1969)
- 18. Juni: Cövdət Hacıyev, aserbaidschanischer Komponist († 2002)
- 19. Juni: Dave Lambert, US-amerikanischer Jazzsänger († 1966)
- 22. Juni: Jean Hubeau, französischer Komponist, Pianist und Musikpädagoge († 1992)
- 23. Juni: William H. Brown Jr., US-amerikanischer Fernsehregisseur, Produzent und Komponist († 1982)

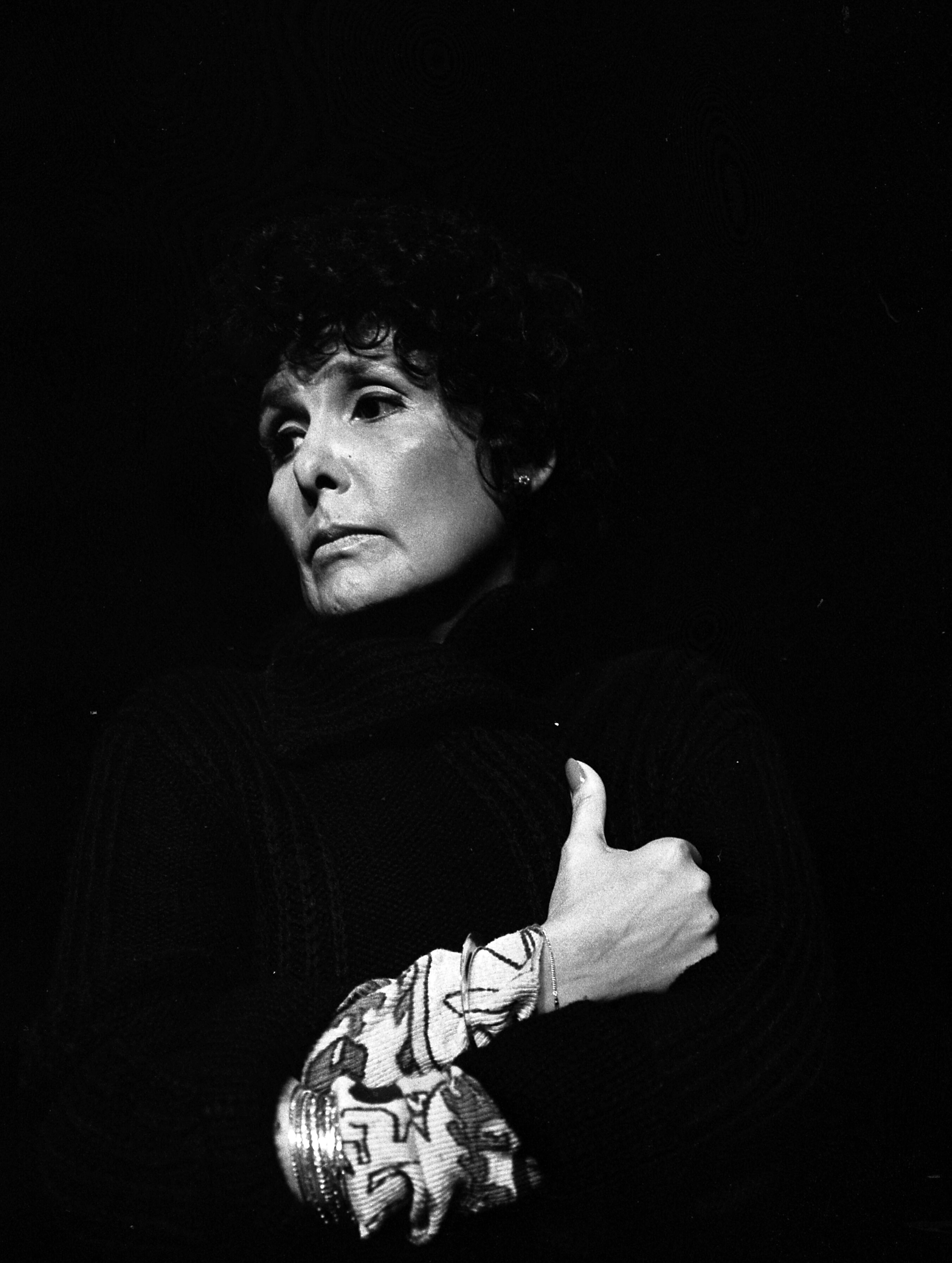
Lena Horne; * 30. Juni

- 30. Juni: Lena Horne, US-amerikanische Sängerin († 2010)

### Juli bis September
- 05. Juli: Geraldine Mucha, britisch-tschechische Komponistin († 2012)
- 13. Juli: Ruby Raksin, US-amerikanischer Filmkomponist und Orchesterleiter († 1979)
- 15. Juli: Mykola Dremljuha, ukrainischer Komponist und Hochschullehrer († 1998)
- 18. Juli: Henri Salvador, französischer Sänger († 2008)
- 22. Juli: Komiljon Otaniyozov, sowjetischer Sänger, Musiker, Schauspieler und Komponist († 1975)
- 23. Juli: Juan Carlos Miranda, argentinischer Tangosänger († 1999)
- 26. Juli: Alberta Adams, US-amerikanische Bluessängerin († 2014)
- 03. August: Antonio Lauro, venezolanischer Komponist und Gitarrist († 1986)
- 05. August: Mario Demarco, argentinischer Bandoneonist, Bandleader, Tangokomponist und Arrangeur († 1970)
- 07. August: Natalio Galán, kubanischer Musikwissenschaftler und Komponist († 1985)
- 14. August: Emmy Prell, schweizerisch-deutsche Sopranistin († 1995)
- 16. August: Roque Cordero, panamaischer Komponist († 2008)
- 19. August: Hansi Stork, österreichische Sängerin und Schauspielerin († 2015)
- 21. August: Karl-Heinz Reichel, deutscher Schlagerkomponist, Sänger und Schauspieler († unbekannt)
- 22. August: Samuel Dolin, kanadischer Komponist und Musikpädagoge († 2002)

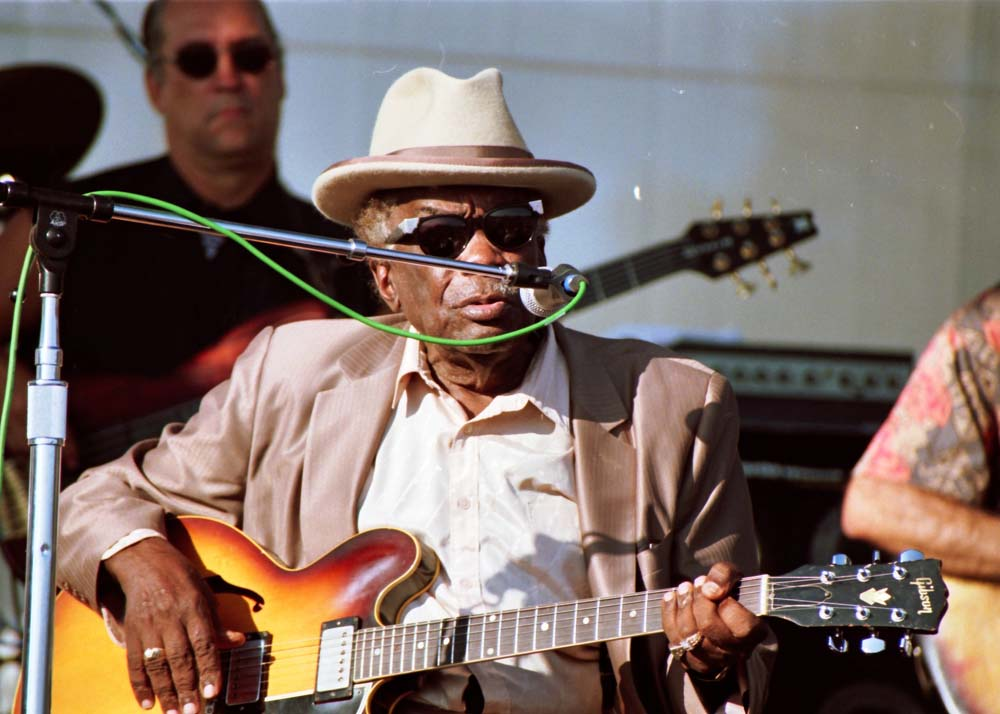
John Lee Hooker; * 22. August

- 22. August: John Lee Hooker, US-amerikanischer Bluesmusiker († 2001)
- 23. August: Tex Williams, US-amerikanischer Country-Sänger und Band-Leader († 1985)

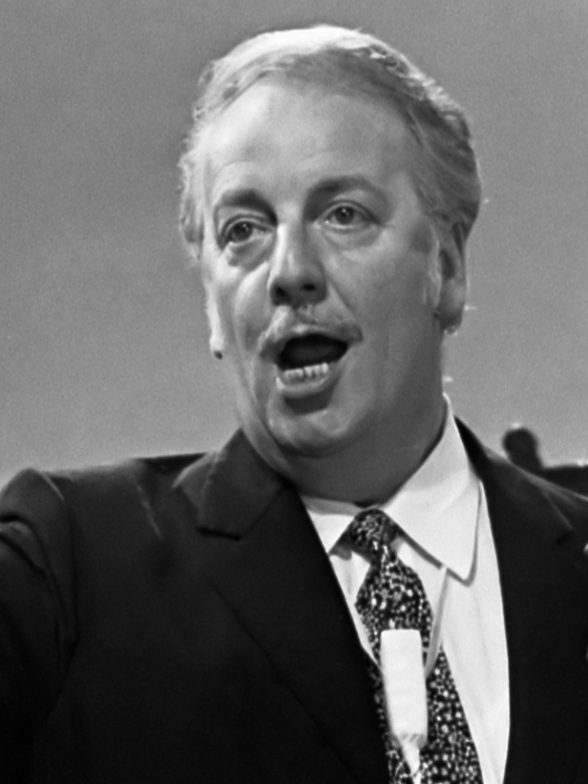
Lou van Burg; * 25. August

- 25. August: Lou van Burg, niederländisch-deutscher Showmaster und Entertainer († 1986)
- 29. August: Armando Pontier, argentinischer Tangokomponist, Bandoneonist und Bandleader († 1985)
- 31. August: Lucrecia Kasilag, philippinische Komponistin († 2008)
- 01. September: Josep Viader i Moliné, katalanischer Komponist, Dirigent, vielseitiger Instrumentalist und Musikpädagoge († 2012)
- 02. September: Laurindo Almeida, brasilianischer Jazz-Musiker († 1995)
- 02. September: Nazaire De Wolf, belgischer Komponist und Bandleader († 1983)
- 02. September: Joseph Reveyron, französischer Organist und Komponist († 2005)
- 04. September: Geoff Love, britischer Bandleader († 1991)
- 05. September: Art Rupe, US-amerikanischer Label-Gründer, Musikproduzent und Musikverleger († 2022)
- 13. September: Robert Ward, US-amerikanischer Komponist († 2013)
- 14. September: Rudolf Baumgartner, Schweizer Violinist und Dirigent († 2002)
- 15. September: Richard Anthony Sayer Arnell, britischer Komponist und Dirigent († 2009)
- 15. September: Hilde Güden, österreichische Koloratursopranistin und Kammersängerin († 1988)
- 17. September: Isang Yun, koreanischer Komponist († 1995)
- 25. September: Fanny Loy, argentinische Schauspielerin, Tänzerin und Sängerin († unbekannt)
- 28. September: Tom Brand, niederländischer Oratorien-, Konzert- und Liedsänger (Tenor) († 1970)
- 28. September: Václav Kašlík, tschechischer Opern- und Fernsehregisseur, Dirigent und Komponist († 1989)
- 30. September: Buddy Rich, US-amerikanischer Jazz-Schlagzeuger († 1987)

### Oktober bis Dezember

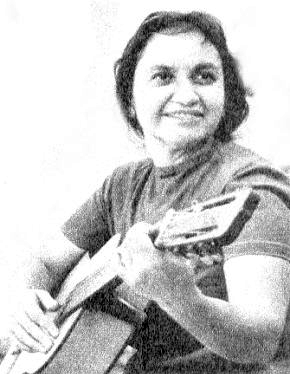
Violeta Parra; * 4. Oktober

- 04. Oktober: Violeta Parra, chilenische Folkloremusikerin († 1967)
- 06. Oktober: Maria von Schmedes, österreichische Sängerin und Schauspielerin († 2003)
- 10. Oktober: Thelonious Monk, US-amerikanischer Jazzpianist und -komponist († 1982)
- 11. Oktober: John Adriano Acea, US-amerikanischer Jazzpianist († 1963)
- 21. Oktober: Dizzy Gillespie, US-amerikanischer Jazzmusiker, Komponist, Sänger und Bandleader († 1993)
- 28. Oktober: Harold Brown, kanadischer Pianist († 2011)
- 30. Oktober: Anna Marly, aus Russland stammende französische Sängerin und Songschreiberin († 2006)
- 06. November: András Mihály, ungarischer Komponist († 1993)
- 11. November: Julien-François Zbinden, Schweizer Komponist und Jazzpianist († 2021)
- 12. November: Jo Stafford, US-amerikanische Sängerin († 2008)
- 22. November: Jean-Etienne Marie, französischer Komponist († 1989)
- 24. November: Rita Corita, niederländische Akkordeonistin, Sängerin und Schauspielerin († 1998)
- 25. November: Amal al-Atrasch, syrisch-drusische Sängerin und Schauspielerin († 1944)
- 25. November: Jean-Pierre Dautel, französischer Dirigent und Komponist († 2000)
- 25. November: Francis Lemarque, französischer Liedermacher und Dichter († 2002)
- 29. November: Merle Travis, US-amerikanischer Country-Musiker und Songwriter († 1983)
- 30. November: Edna Gallmon Cooke, US-amerikanische Gospelsängerin und Songwriterin († 1967)
- 03. Dezember: Enrique Carbel, argentinischer Tangosänger und -komponist († 1945)
- 07. Dezember: Heinrich Schlüter, deutscher Dirigent, Musikoffizier der Bundeswehr († 2012)
- 14. Dezember: Memeta Ambrosetti, Schweizer Jazzmusikerin und Autorin († 1999)

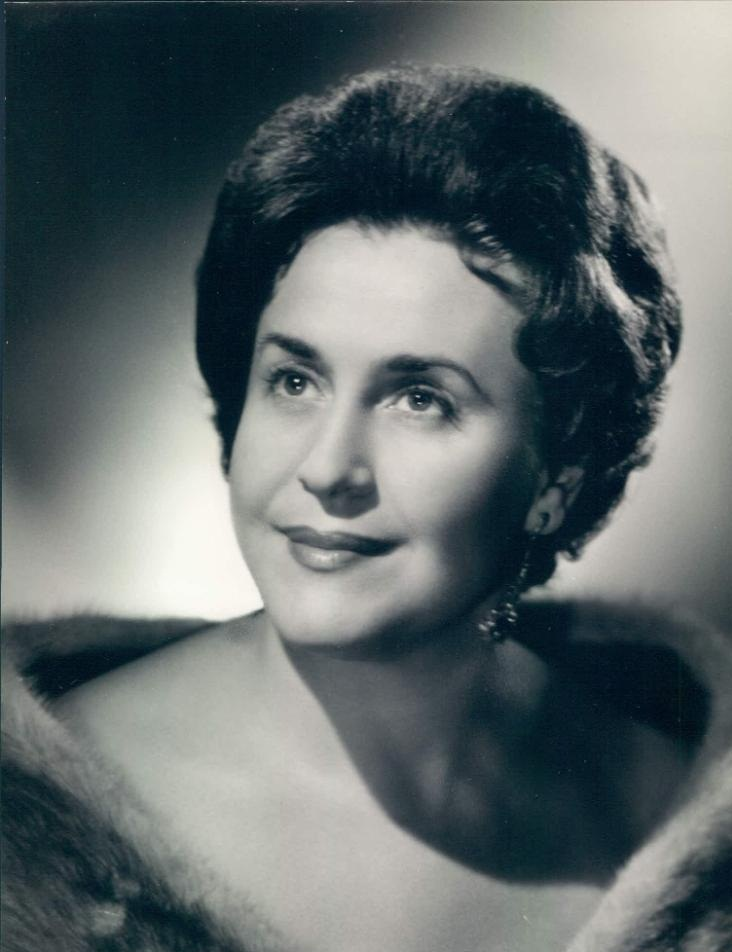
Hilde Zadek; * 15. Dezember

- 15. Dezember: Hilde Zadek, deutsch-österreichische Opernsängerin († 2019)
- 18. Dezember: Eddie „Cleanhead“ Vinson, US-amerikanischer Jazzmusiker († 1988)
- 19. Dezember: Chucho Martínez Gil, mexikanischer Sänger und Komponist († 1988)
- 24. Dezember: Lilija Olimpijewna Grizenko, sowjetische Theater- und Film-Schauspielerin sowie Sängerin († 1989)
- 30. Dezember: Wesley Tuttle, US-amerikanischer Country-Musiker († 2003)
- 31. Dezember: Suzy Delair, französische Schauspielerin und Sängerin († 2020)
- 31. Dezember: Evelyn Knight, US-amerikanische Sängerin († 2007)

### Genaues Geburtsdatum unbekannt
- Ken Khouri, jamaikanischer Unternehmer, Musikproduzent und Studiobesitzer († 2003)
- Anahit Yulanda Varan, armenisch-türkische Musikerin († 2003)

## Gestorben
- 04. Januar: Joseph A. Fowler, kanadischer Organist, Pianist, Chorleiter, Komponist und Musikpädagoge (* 1845)
- 11. Januar: Hans Chemin-Petit, deutscher Komponist (* 1864)
- 17. Januar: Viktor Gluth, deutscher Komponist und Musikpädagoge (* 1852)
- 31. Januar: Otto Thümer, deutscher Tonkünstler (* 1848)
- 02. Februar: Édouard Clarke, kanadischer Organist und Pianist (* 1867)
- 10. Februar: Alfred Kaiser, Komponist und Textdichter (* 1872)
- 10. Februar: Émile Pessard, französischer Komponist (* 1843)
- 11. Februar: Bernhard Listemann, deutsch-amerikanischer Geiger und Musikpädagoge (* 1841)
- 26. Februar: Otto Beständig, deutscher Dirigent und Komponist (* 1835)
- 15. März: Paul Puget, französischer Komponist (* 1848)

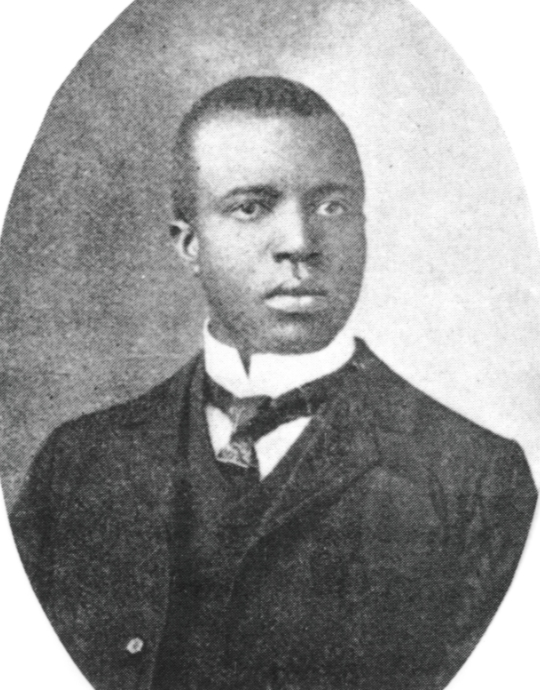
Scott Joplin; † 1. April

- 01. April: Scott Joplin, US-amerikanischer Musiker (Ragtime-Komponist) (* 1868)
- 02. April: Jindřich Kafka, tschechischer Komponist (* 1844)
- 15. April: Jelpidifor Wassiljewitsch Barsow, russischer Literaturhistoriker, Ethnograph, Volkskundler, Volksliedsammler und Paläograf (* 1917)
- 19. April: Emil Wipperich, deutsch-österreichischer Hornist und Musikpädagoge (* 1854)

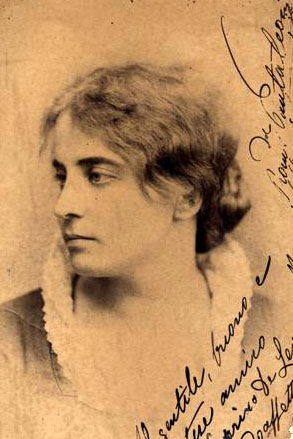
Romilda Pantaleoni; † 20. April

- 20. April: Romilda Pantaleoni, italienische Opernsängerin (* 1847)
- 11. Mai: Otto Klauwell, deutscher Komponist (* 1851)
- 16. Mai: Fernand Halphen, französischer Komponist (* 1872)
- 00. Mai: Anna Hollaender, deutsche Konzertsängerin (Sopran) und Gesangslehrerin (* 1840)
- 12. Juni: Teresa Carreño, venezolanische Pianistin und Komponistin (* 1853)
- 17. Juni: Ernst Stöhr, österreichischer Maler, Dichter und Musiker (* 1860)
- 18. Juni: Annie Vitelli, australisch-neuseeländische Sängerin, Entertainerin und Theaterproduzentin (* 1837)
- 20. Juni: Hugo Alpen, deutsch-australischer Komponist (* 1842)
- 16. Juli: Philipp Scharwenka, deutscher Komponist und Musikpädagoge (* 1847)
- 23. Juli: Wenzel Abert, böhmischer Geiger, Bratschist und Komponist (* 1842)
- 05. September: Marie Schröder-Hanfstängl, deutsche Opernsängerin und Gesangspädagogin (* 1847)
- 06. September: Julius Böhm, mährisch-österreichischer Organist, Komponist und Kirchenmusiker (* 1851)
- 08. September: Charles Lefèbvre, französischer Komponist (* 1843)
- 21. September: Grete Trakl, österreichische Pianistin (* 1891)
- 15. Oktober: Mata Hari, niederländische Tänzerin und Spionin (* 1876)
- 20. Oktober: Aleksander Eduard Thomson, estnischer Komponist (* 1845)
- 30. Oktober: Otokar Kopecký, deutscher Violinist (* 1850)
- 11. November: Liliʻuokalani, Königin von Hawaiʻi und Komponistin (* 1838)
- 17. November: Butler May, US-amerikanischer Vaudeville-Künstler, Sänger, Songwriter, Pianist und Komiker (* 1894)
- 20. November: Frederick Herbert Torrington, kanadischer Organist, Dirigent, Komponist und Musikpädagoge (* 1837)
- 23. November: Alfredo Napoleão, portugiesischer und brasilianischer Komponist und Pianist (* 1852)
- 24. November: Johann Stockhausen, deutscher Orgelbauer (* 1843)
- 13. Dezember: Emil Conrad, deutscher Opernsänger (* 1857)
- 18. Dezember: Josef Maria Kotzian, österreich-ungarischer Dirigent und Kapellmeister (* 1856)
- 19. Dezember: Anna Magdalena Appel, deutsche Balletttänzerin und Großherzogin (* 1846)